# 顧客價值
顧客價值是指顧客對於公司績效在整個業界的競爭地位的相對性評估。
具有以下兩種不同的意義：
1. 心中價值：顧客以他們從產品或服務中所獲得的核心利益來定義價值，也就是說顧客以自己從產品或服務那獲得的滿足感大小，主觀地判別其價值高低。
2. 價格價值：用「價格」來認定他們所獲得的價值；顧客認為可以用較低的價格買到相同的產品，所獲得的價值較高。